# Lakefiskar
Lakefiskar (Lotidae) är en familj i ordningen torskartade fiskar. Den har tidvis förts till en underfamilj, Lotinae, av familjen torskfiskar (Gadidae). De återfinns i Norra ishavet, Atlanten och Stilla havet, förutom laken som påträffas i älvar och sjöar i norra Europa och Nordamerika. Familjen är viktig för såväl kommersiellt fiske som sportfiske. Den omfattar 6 släkten med 23 arter.

## Släkten och arter
- lubbsläktet (Brosme)  Oken, 1817.  1 art
  - lubb (Brosme brosme)  (Ascanius, 1772)

- Ciliata  Couch, 1832.  3 arter
  - femtömmad skärlånga (Ciliata mustela)  (Linné, 1758) 
  - nordlig skärlånga (Ciliata septentrionalis)  (Collett, 1875) 
  - Ciliata tchangi  Li, 1994

- Enchelyopus  Gronow, 1760.  1 art
  - fyrtömmad skärlånga (Enchelyopus cimbrius)  (Linné, 1766)

- Gaidropsarus  Rafinesque, 1810.  14 arter
  - silverskärlånga (Gaidropsarus argentatus)  (Reinhardt, 1837) 
  - Gaidropsarus biscayensis  (Collett, 1890) 
  - Gaidropsarus capensis  (Kaup, 1858) 
  - Gaidropsarus ensis  (Reinhardt, 1837) 
  - Gaidropsarus granti  (Regan, 1903) 
  - Gaidropsarus guttatus  (Collett, 1890) 
  - Gaidropsarus insularum  Sivertsen, 1945 
  - storögd skärlånga (Gaidropsarus macrophthalmus)  (Günther, 1867) 
  - strandskärlånga (Gaidropsarus mediterraneus)  (Linné, 1758) 
  - Gaidropsarus novaezealandiae  (Hector, 1874) 
  - Gaidropsarus pacificus  (Temminck & Schlegel, 1846) 
  - Gaidropsarus pakhorukovi  Shcherbachev, 1995 
  - Gaidropsarus parini  Svetovidov, 1986 
  - tretömmad skärlånga (Gaidropsarus vulgaris)  (Cloquet, 1824)

- lakesläktet (Lota)  Oken, 1817.  1 art
  - lake (Lota lota)  (Linné, 1758)

- långasläktet (Molva)  Lesueur, 1819.  3 arter
  - birkelånga (Molva dypterygia)  (Pennant, 1784) 
  - medelhavslånga (Molva macrophthalma)  (Rafinesque, 1810) 
  - långa (Molva molva)  (Linné, 1758)